# Ti vi ka’ li’
Ti vi ka’ li’ – Teenagere vælger ugens top-melodier, var en lytterbestemt hitliste der blev sendt første gang den 16. oktober 1962. Sidste udsendelse blev sendt den 11. juni 1964. De to faste værter og tilrettelæggere var Jørn Hjorting og Per Møller Hansen. De rejste landet rundt for at præsentere hitlisten for et vekslende publikum. Hitlisteplaceringer ved hjælp at et trykknapssystem, det såkaldte mentometer. Jo højere et procenttal en sang fik jo bedre placering kunne sangen opnå. 
Blandt de mest populære navne på hitlisten var: Elvis Presley og Cliff Richard.

## Ti vi ka’ li’– Første udsendelse 16-10-1962
| Dato       | Placering     | Titel                                 | Kunstner        |
| 16-10-1962 | 1             | The loco-motion                       | LITTLE EVA      |
| 16-10-1962 | 2             | Sealed with a kiss                    | BRIAN HYLAND    |
| 16-10-1962 | 3             | Vacation                              | CONNIE FRANCIS  |
| 16-10-1962 | 4             | Breaking up is hard to do             | NEIL SEDAKA     |
| 16-10-1962 | 5             | Teenage idol                          | RICK NELSON     |
| 16-10-1962 | 6             | Speedy Gonzales                       | PAT BOONE       |
| 16-10-1962 | 7             | I remember you                        | FRANK IFIELD    |
| 16-10-1962 | 8             | Ain’t that funny                      | JIMMY JUSTICE   |
| 16-10-1962 | 9             | It started all over again             | BRENDA LEE      |
| 16-10-1962 | 10            | Gee, it's wonderful                   | BOBBY RYDELL    |
| 16-10-1962 | ikke placeret | It might as well rain until September | CAROLE KING     |
| 16-10-1962 | ikke placeret | The ballad of Paladin                 | DUANE EDDY      |
| 16-10-1962 | ikke placeret | She's not you                         | ELVIS PRESLEY   |
| 16-10-1962 | ikke placeret | Lady sunshine und mr. moon            | CONNY FROBOESS  |
| 16-10-1962 | ikke placeret | Ramblin' rose                         | NAT "KING" COLE |
|            |               |                                       |                 |

## Eksterne kilder og henvisninger
- Om hitlisterne Arkiveret 14. september 2013 hos  Wayback Machine på kb.dk
- Danskehitlister.dk Arkiveret 31. juli 2018 hos  Wayback Machine
- LARM Audio Research Archive (Webside ikke længere tilgængelig)